# TNM 분류
악성 종양의 TNM 분류(TNM Classification of Malignant Tumors)는 세계적으로 인정받는 암의 진행 정도를 분류하기 위한 표준으로, 종양과 암을 해부학적 범위에 따라 분류한 시스템이다. 많은 고형(solid) 종양, 암에 대해 국제적으로 널리 인정을 받았지만 백혈병이나 중추신경계의 종양에는 적용할 수 없다. 대부분의 일반적인 종양에는 고유한 TNM 분류 체계가 있다. 때로는 AJCC 시스템이라고도 불린다.
TNM은 국제암통제연합(UICC)에서 개발, 유지, 관리한다. 또한 미국암연합위원회(AJCC)와 세계산부인과연맹(FIGO)에서도 사용된다. 1987년에 UICC와 AJCC의 분류 시스템은 TNM 분류 시스템 하나로 통합되었다. TNM은 영숫자 코드를 사용하여 고형 종양에서 시작된 암의 단계를 설명하는 표기 시스템이다.
- T는 원래(원발성) 종양의 크기와, 주변 조직을 침범했는지 여부를 나타낸다.
- N은 관련된 근처의 림프절을 나타낸다.
- M은 원격 전이(신체의 한 부분에서 다른 부분으로 암이 퍼짐)를 나타낸다.

모든 고형 종양에 대한 TNM 분류 시스템은 1943년에서 1952년 사이에 Pierre Denoix에 의해 고안되었다. TNM 분류는 암의 진행을 분류하기 위해 원발성 종양의 크기, 림프절로의 침범, 전이의 존재를 기준으로 사용한다.

## 일반적 개요
TNM 분류는 소아암을 제외한 거의 모든 암에 대해 병기를 결정하는 알고리즘으로 구성되어 있다. TNM 분류에 대한 일반적인 개요는 다음과 같다. 괄호 안의 값은 모든 암 유형에 사용할 수 있는 범위를 나타내지만, 모든 암이 이 전체 범위를 사용하는 것은 아니다.

### 필수 변수

방광암의 T 단계를 보여주는 모식도

- T : 원발성 종양의 크기, 또는 직접적인 범위
  - Tx: 종양을 평가할 수 없음.
  - Tis: 제자리암
  - T0: 종양의 증거 없음.
  - T1, T2, T3, T4: 원발성 종양의 크기나 범위를 통해 클수록 뒤쪽 단계를 부여함
- N : 국소 림프절로의 전이 정도
  - Nx: 림프절 전이를 평가할 수 없음.
  - N0: 국소 림프절 전이 없음.
  - N1: 국소 림프절 전이 있음. 일부 부위에서 종양이 가장 가까운 림프절이나 적은 수의 국소 림프절로 전이함.
  - N2: N1과 N3 사이의 종양 전이. N2는 모든 부위에서 사용되지는 않는다.
  - N3: 종양이 더 멀리 떨어져 있는 림프절이나 수많은 국소 림프절로 퍼짐. N3도 모든 부위에서 사용되지는 않는다.
- M : 원격 전이의 존재
  - M0: 원격 전이 없음.
  - M1: 국소 림프절을 넘어 더 먼 장기로 전이됨.[2]

Mx는 AJCC/UICC 시스템의 7판에서 삭제되었지만 원격 전이를 평가할 수 없는 암을 나타낸다.

### 기타 변수
- G (1-4): 암세포의 등급. 즉, 정상 세포와 유사하게 보이면 "낮은 등급"이고, 잘 분화 되지 않은 것으로 보이면 "높은 등급")
- S (0-3): 혈청 종양 표지자의 상승
- R (0-2): 수술의 완전성
- L (0–1): 림프계로의 침범
- V (0–2): 정맥으로의 침범(없음-미시적-거시적)
- C (1–5): 마지막으로 언급된 매개변수의 확실성(질)의 수정자(TNM 8판에서 제거됨)

### 접두사 수정자
- c : 치료 전 획득한 증거(임상검사, 영상검사, 내시경 검사, 생검, 외과적 탐색 등)로 병기를 결정한다. c-접두사는 p-접두사가 없을 때 포함된다.
- p : 수술 표본의 조직병리학적 검사에 의해 결정된 병기.
- y : 화학요법 and/or 방사선 요법 후 평가된 병기. 즉 해당 환자는 신보강화학요법으로 치료 받았다.
- r : 질병이 없는 기간이 있었던 개인의 재발성 종양의 병기.
- a : 검시에서 결정된 단계.
- u : 초음파나 내시경초음파로 결정된 병기. 공식적으로 정의된 것은 아니지만 임상의들은 종종 이 수식어를 사용한다.
- m : 종양이 여러 군데 존재(1개 이상의 종양)한다. 반대로 s는 종양이 하나라는 것을 강조할 특별한 이유가 있을 때 사용할 수 있다.[3]

T, N 및 M 변수의 경우 일부 암 유형에 대한 하위 분류가 있다. (예: T1a, Tis, N1i)

### UICC 병기 및 AJCC 예후 병기 그룹
TNM 체계는 질병의 해부학적 범위를 기록하는 데 사용된다. 이러한 범주를 그룹으로 압축하는 것이 유용하다. 제자리암은 0기로 분류된다. 기원 기관에 국한된 종양은 범위에 따라 종종 1기나 2기로, 국소 림프절까지의 국소 전이된 경우는 3기로, 원격 전이가 있는 것은 4기로 정해진다. 그러나 일부 종양 유형에서는 병기 그룹이 이 단순화된 도식을 따르지 않는다. 병기 그룹은 각 그룹 내의 범주들이 생존과 관련된 특성이 다소 비슷하도록 만들어지고, 따라서 생존율이 그룹 간에 잘 구별되도록 한다. UICC는 'Stage'라는 용어를 사용하여 질병의 해부학적 범위를 정의한다. AJCC는 질병의 해부학적 범위 외에 추가적인 예후 관련 인자를 포함하는 'Prognostic Stage Group'이라는 용어를 사용한다.

## 예시
- 작은 저등급의 암, 전이 없음, 국소 림프절로 전이 없음, 암이 완전히 제거됨, 병리학자가 본 절제 표본: pT1 pN0 M0 R0 G1; T, N, M의 이 그룹화는 1기로 간주된다.
- 국소 림프절과 기타 장기로 퍼진 대형 고등급 암, 완전히 제거되지 않음, 병리학자가 본 것: pT4 pN2 M1 R1 G3; T, N, M의 이런 그룹은 4기로 여겨진다.

대부분의 1기 종양은 치료가 가능하지만, 대부분의 4기 종양은 수술이 불가능하다.

## 용도 및 목적
국제적 표준을 채택하는 목적 중 일부는 다음과 같다.
- 의료진이 종양의 병기를 결정하는 것을 돕는다. 정확한 병기 결정은 치료를 계획하는 데에 필요하다.
- 예후를 알려준다.
- 치료 결과를 평가하는 데 도움이 된다.
- 전 세계 시설에서 정보를 보다 생산적으로 수집할 수 있다.

카테고리 조합의 수가 많기 때문에 더 나은 분석을 위해 조합을 병기로 묶어서 본다.

## 버전
TNM 시스템에서 사용되는 기준은 시간이 지나며 AJCC 및 UICC에서 여러 버전을 출시하여 상당히 다양해졌다. UICC 및 AJCC 판 사용을 위한 출판 및 채택 날짜를 요약하였다. 이전 버전은 AJCC에서 웹 다운로드를 통해 이용 가능하다.
UICC 판은 다음과 같다.
- 《UICC TNM pocket book, "the Livre de Poche》 1판. 1968.
- 《UICC TNM pocket book, "the Livre de Poche》 2판. 1974.
- 《UICC TNM Classification》 3판. 1982.
- 《UICC TNM Classification》 4판. 1987.
- 《UICC TNM Classification》 5판. 1997.
- 《UICC TNM Classification》 6판. 2002. Went into effect 2003.
- 《UICC TNM Classification》 7판. 2009. Went into effect 2010.
- 《UICC TNM Classification》 8판. 2016. Went into effect 2017.

AJCC 판은 다음과 같다.
- 《AJCC Cancer Staging Manual》 1판. 1977. Went into effect 1978.
- 《AJCC Cancer Staging Manual》 2판. 1983. ISBN 0397505949. Went into effect 1984.
- 《AJCC Cancer Staging Manual》 3판. 1988. ISBN 0397509162. Went into effect 1989.
- 《AJCC Cancer Staging Manual》 4판. 1992. ISBN 0397512643. Went into effect 1993.
- 《AJCC Cancer Staging Manual》 5판. 1997. ISBN 0397584148. Went into effect 1998.
- 《AJCC Cancer Staging Manual》 6판. 2002. ISBN 0387952713. Went into effect 2003.
- 《AJCC Cancer Staging Manual》 7판. 2009. ISBN 978-0387884400. Went into effect 2010.
- 《AJCC Cancer Staging Manual》 8판. 2016. ISBN 978-3319406176. Delayed to go into effect 2018.

결과적으로, 주어진 병기는 진단 방법이나 치료와 무관하게, 사용된 병기 판에 따라 상당히 다른 예후를 보일 수 있다. 이런 현상을 '병기 이동'(stage migartion)이라고 한다. 환자를 특정 범주에 할당하는 데 사용되는 기술도 바뀌었으며, 점점 더 민감한 진단 방법이 사용되면서 개별 암이 더 높은 병기로 다시 할당되는 경향이 있으므로 해당 병기에 대한 과거의 기대치와 해당 암의 예후를 비교하는 것은 부적절하다. 더 중요하게 고려해야 할 것은 시간이 지남에 따라 치료 방법이 개선되면서 나타나는 효과이다.

## 필수 TNM
필수 TNM(essential TNM)은 질병의 정도에 대해 완전한 세부 정보를 암 등록소(cancer registry)에서 수집할 수 없는 경우, 저소득 및 중간 소득 국가의 암 등록소가 암의 병기 관련 정보를 수집할 수 있도록 특별히 설계된 단순화된 형태의 TNM이다.

## 같이 보기
- 암 병기 결정
- 앤아버 병기 - 림프종에 사용되는 병기 결정법이다.